# Schéma départemental d'analyse et de couverture des risques
Le schéma départemental d'analyse et de couverture du risque (Sdacr) prescrit à l'article L. 1424-7 du Code général des collectivités territoriales français, a succédé au schéma directeur destiné à la formation des personnels et à la préparation des moyens de secours créé par l'article 7 de la loi 96-369 abrogée.
Le Sdacr dresse un inventaire des risques de toute nature pour la sécurité des personnes et des biens auxquels peuvent être confrontés le territoire départemental ou le secteur de compétence du service d'incendie et de secours. L'analyse des risques permet d'évaluer l'adéquation des moyens mis en œuvre par rapport aux besoins spécifiques du département et permet de faire des choix d’acquisition de moyens (équipement, recrutement, formation) et d’implantation des Centres d’Incendie et de Secours correspondant à un niveau déterminé de couverture des risques.
Élaboré sous l'autorité du préfet de département par chaque service d'incendie et de secours, il est approuvé par le préfet sur avis conforme du conseil d'administration du service départemental d'incendie et de secours.
Le Sdacr fait donc partie de la famille des schémas directeurs, documents définissants des orientations fondamentales d'aménagement d'un territoire ; outil de pilotage du développement du service, il a une visée prospective, permet de définir des priorités en termes de réalisation des objectifs et donne de la visibilité sur les ambitions du service. C'est un schéma directeur sans effet juridique sur les particuliers et ne fixant pas d'obligation de résultats, il n'est pas notifié.
Le Sdacr justifie l'organisation territoriale du service départemental d'incendie et de secours, légitime le règlement opérationnel et conduit à la réalisation des plans d'équipement, de recrutement, de formation et d'implantation nécessaires.
Le Sdacr est révisé tous les 5 ans, la révision est précédée d'une évaluation des objectifs du précédent schéma.
Le principe de cohérence des politiques publiques conduit à rechercher la compatibilité entre les schémas directeurs existants comme le schéma régional d'organisation sanitaire ou le schéma de cohérence territoriale.
L’ensemble des risques de sécurité civile doit être identifié et inventorié au sein du Sdacr. Pour ce faire, on distingue les risques «courants», les risques «complexes» et les effets potentiels des menaces.
Les risques courants se caractérisent ainsi par une forte probabilité d’occurrence associée à une gravité faible en termes d’effets sur les personnes, les biens et l’environnement.Les objectifs de couverture opérationnelle des risques courants, déclinés au travers de l’implantation des Centre d'Incendie et de Secours, leur effectif et armement, sont directement liés aux délais d’acheminement des secours sur le territoire de la commune, ainsi qu’au taux de sollicitation des personnels et matériels.
Le Sdacr n'est pas un document d'information des citoyens sur les risques majeurs auxquels ils sont soumis.